# Барибін (хутір)
Барибін (рос. Барыбин) — хутір в Медвенському районі Курської області Російської Федерації.
Населення становить 23 особи. Входить до складу муніципального утворення Китаївська сільрада.

## Історія
Населений пункт розташований на території українського етнічного та культурного краю Східна Слобожанщина.
Від 2004 року входить до складу муніципального утворення Китаївська сільрада.

## Населення
| 2002 | 2010 |
| ---- | ---- |
| 19   | ↗23  |